# Teddy Blenkinsop
Edward Weyman (Teddy) Blenkinsop (Victoria (Brits-Columbia), 1920–Bergen-Belsen, 23 januari 1945) was een Canadese piloot die in de Tweede Wereldoorlog tijdens een Pathfinder-missie in België is neergestort, en overleefde. Hij werd door het Belgisch verzet gered, maar enkele maanden later door de Nazi's als Belgisch verzetsstrijder gedeporteerd naar Belgen-Belsen, waar hij na foltering omkwam.

## Levensloop

### Jeugd en opleiding
Blenkinsop werd in 1920 geboren in Victoria, British Columbia. Hij volgde zijn opleiding in die stad en liep vervolgens stage als registeraccountant bij een kantoor in Vancouver.
In juni 1940, na het uitbreken van de oorlog, meldde hij zich aan bij de Royal Canadian Air Force in Victoria. Hij werd opgeleid tot piloot-navigator.

### Militaire carrière
In 1943 werd hij geplaatst bij het 425 Squadron en vloog hij met Wellingtons in Noord-Afrika. Na afronding van deze eerste operationele tour, meldde hij zich vrijwillig aan voor een tweede tour bij het 405 Squadron, onderdeel van de Pathfinder Force.

### Nacht van 27 op 28 april 1944
| De aanval op Montzen De aanval op Montzen was een van de vele in aanloop naar de geallieerde invasie van Frankrijk op 6 juni 1944. Van de deelnemende vliegtuigen waren er 55 van No. 6 Group van de Royal Canadian Air Force. De aanval werd geleid door het 405 Squadron, het Canadese Pathfinder Squadron dat de opdracht kreeg het doelwit te markeren voorafgaand aan de aanval van de hoofdformatie. Teddy Blenkinsop was betrokken bij deze doelmarkering. Tijdens de aanval ondervond vooral de tweede golf zware tegenstand van vijandelijke jagers. Tien Canadese toestellen gingen verloren, evenals vijf vliegtuigen van andere eenheden. De aanval op Montzen was daarmee, in verhouding tot het totale aantal verloren Canadese RCAF-toestellen, de meest kostbare van de oorlog voor de Royal Canadian Airforce. |

In de nacht van 27 op 28 april 1944 namen 144 toestellen van Bomber Command deel aan een aanval op de spoorwegemplacementen bij Montzen, België.
Blenkinsop was met zijn vliegtuig ‘S for Sugar’ – een Lancaster III JA976 – boven het Belgische Montzen toen hij die nacht bij Webbekom, nabij Diest, door de Duitsers neergehaald werd. Blenskop was de enige overlevende van acht bemanningsleden: vijf stierven bij de crash; één werd vermoedelijk vermoord nadat hij met zijn parachute ontsnapte; en één overleed drie dagen later in een hospitaal in Diest, zonder verzorging.

### Onderduiking en verzet
De eerste dagen na de crash zat Bleninsop verstopt in een hooimijt op een veldje nabij de Lindenmolen, toentertijd nog in Assent. De onwetende molenaar Ferdinand Alen werd hierom verraden en door de Gestapo voor ondervraging uit zijn bed gelicht. Toen ondanks een harde ondervraging geen informatie vrijkwam werd hij gedeporteerd.
Blenkinsop zelf werd door het verzet in Meensel-Kiezegem in veiligheid gebracht en verzorgd. Hij kreeg papieren waarmee hij als Belgische burger kon doorgaan.
In contact met de verzetsgroep Witte Brigade was hij mogelijk betrokken bij de sabotage op een door Nazi's bezette woning.

### Deportatie
In augustus 1944 in Meensel-Kiezegem, een deelgemeente van het Vlaams-Brabantse Tielt-Winge, was een vergeldingsactie na de moord op collaborateur Gaston Merckx in Meensel-Kiezegem: Blenkinsop werd als samen met 91 andere mensen door de Gestapo opgepakt tijdens een razzia en gedeporteerd naar Duitsland. De nazi’s beschouwden hem als verzetsstrijder en niet als een krijgsgevangen piloot. Via de gevangenis van Sint-Gillis in Brussel kwam hij in concentratiekamp Neuengamme, Bergen-Belsen. Daar kwam hij om op 23 januari 1945, na maanden van tortuur, dwangarbeid en ontbering.

## Erkenning
- In zijn geboortestad Victoria is de Blenkinsop Road naar hem genoemd, evenals de Blenkinsop Islet aan de kust van Brits-Columbia.